# Ngombakan
Ngombakan is een bestuurslaag in het regentschap Sukoharjo van de provincie Midden-Java, Indonesië. Ngombakan telt 3860 inwoners (volkstelling 2010).